# 土屋由希子
土屋 由希子（つちや ゆきこ、1982年〈昭和57年〉8月2日 - ）は、日本の政治家。元湯河原町議会議員（2期）。地域政党ゆがわら代表。

## 来歴

### 湯河原町議会議員就任まで
神奈川県足柄下郡湯河原町生まれ。宮上幼稚園、湯河原町立吉浜小学校、湯河原町立湯河原中学校、神奈川県立小田原高等学校を経て中央大学理工学部卒業。大学では環境化学研究室に所属。土壌汚染の浄化作用について研究、卒論発表ではプレゼンテーション大賞を受賞。
大学在学中にダブルスクールで芸術を志し、卒業後は劇団ワハハ本舗で演出助手を務める。
様々な社会体験を経て、結婚、出産。子育てをするまで、まったく政治に興味がなかったが、子育てをきっかけに、自分が社会の弱者であることに気づき、弱者を助けるべき政治に関心を持つ。
社会活動に参加し「子育て支援」「虐待防止」など、子どもたちのために尽力。
子育てのために、自然環境豊かな湯河原に家族でUターン移住。
東京で子育て支援に従事した経験から、国に任せていては、地方の課題を解決できないと考え、地方自治から変革をするために町議会議員に立候補。2020年湯河原町議会議員選挙にてトップ当選した。

### 議員辞職と町長選立候補
後述する「秘密会」訴訟の結果（2023年2月1日判決）後、2023年2月6日に町議会議員辞職。同日に、湯河原町長選（2023年4月18日公示、4月23日投開票）に無所属新人として立候補する意向を表明した。「1町議としてできることに対する限界を感じ」、「このまま町議を続けていても、自分のやりたいことをスピード感をもってできないことが分かった」として、町長選への立候補を決断した。
少子化対策を第一の公約として掲げ、具体的には、助産院の誘致や中学校給食の実現、子育てのまちということを広くPRすることなどを掲げたが、現職の冨田幸宏に敗れ落選した。

### 「秘密会」懲罰と訴訟
2020年9月の湯河原町議会において、土屋は、氏名などが記載されている税滞納者リストが議員に提供され、その後も回収されていないことを、町民の個人情報保護の観点から問題視し、一般質問で取り上げた。町議会は「秘密会の議事を口外し規則に違反した」として、土屋を2度の懲罰処分とした。
「秘密会」は、国会において本会議で開催されたことはなく、委員会においても、年1，2回ほどの頻度である。全国800余の市議会で本議会・委員会を合わせて年間20件の開催頻度であるのに対し、湯河原町議会は、1年に4，5回秘密会を行っている。
秘密会を頻発し、議員の発言に対し懲罰を濫用することは、自由な言論を委縮し、「言論の府」である地方議会として致命的問題と考え、2021年1月に、土屋は懲罰の取り消しと、議会報への謝罪広告の掲載などを求める訴訟を起こした。
2023年2月1日に、横浜地裁は、リスト回収に関する土屋の発言は「秘密とする必要性は認められず、規則違反ではない」と認定し、町側に慰謝料20万円の支払いと、名誉回復措置として、議会だよりへの謝罪広告掲載を命じた。
これに対し、2023年2月15日の湯河原町議会本会議で、控訴費用約75万円の補正予算案（富田町長提出人）を湯河原町議会は賛成多数で可決し、16日に控訴した。
2023年統一地方選挙を控えた2023年3月18日付朝日新聞の記事「懲罰動議、全国83議会で提出　暴言や無断欠席…乱用疑われる事例も」（本紙19日付「荒れる地方　懲罰動議83議会」）にて、「非公開の会議の運営方法に疑問を投げかけた議員が、秘密を洩らしたとして処分されるなど、多数派によって（懲罰動議が）乱用されているとの指摘もある」と報道された。

### 選挙人名簿不正閲覧
2021年9月に、土屋は、真鶴町議出馬予定者を応援する目的で、真鶴町選挙管理委員会に名簿閲覧を申請。公選法などでは、閲覧は手書きの複写のみが認められているが、土屋は湯河原町議会から貸与されていたタブレット型端末で選挙人名簿約800人分を撮影し、選挙支援者に提供した。2022年8月24日の神奈川新聞の報道を受けて、土屋は、同日に、自身のYouTubeで「公職選挙法には撮影不可とは書いていないと認識していたが、要項で撮影不可と規定されていることを知らなかった」と認識の甘さと確認不足について謝罪した。
2022年9月5日には湯河原町議会で説明を求められ、「軽率で不徳の致すところ。何の弁明も釈明もない。湯河原町、真鶴町のみなさまにご迷惑をおかけした」と行為を認め、謝罪した。
2023年2月13日に、真鶴町選挙管理委員会は、本件について土屋に対し「過料を科すべき」と報告書をまとめ、小田原簡易裁判所に通知し、行政罰で30万円以下の過料を科すことの判断を簡裁に求めるとした。

### 2度目の町議会議員選挙で再度トップ当選
2024年3月24日の湯河原町議会議員選挙にて地域政党ゆがわらから、さおとめ智子と共に出馬し二度目のトップ当選。

### 再度の町長選立候補
2024年5月5日、病気で入院中の湯河原町長の冨田幸宏が死去。6月に行われた町長選挙に立候補したが、元町職員の内藤喜文に敗れた。

## 政策・主張

### 子育て支援による少子化ストップ
少子化対策は地域、高齢者、観光、産業、全ての町の活力につながっていくと考え、子育てと教育支援を政策ビジョンに掲げている。

#### 小児医療助成の中学生までの拡充
2022年1月時点で、小児医療助成を小学生までとしているのは、神奈川県内では、川崎市と湯河原町のみだった。町議会議員立候補時の公約として掲げた「小児医療助成の中学生までの拡充」を2022年4月から開始した。

#### 助産院の誘致
湯河原町には子どもを産める場所がない（2023年3月時点）。町議会議員立候補時の公約「助産院の誘致」を湯河原町に対して土屋は提案してきたが、動きが鈍いため、土屋独自で助産院招致プロジェクトを開始したことを、2022年4月に地域政党ゆがわらNEWSで発表した。湯河原町に助産院を開設してよいという助産師とともに活動を開始した。
助産院開設のための物件を見つけ、2023年1月には、のべ約100名のボランティアとともに、10年以上空き家となっていた助産院候補地の片づけを行った。

#### 中学校給食の実現
2022年6月の町議会定例会において、中学校給食施設整備予算が、3.5億円から9億円に膨れ上がった原因を追及した。専門性、税金を使用している責任感の欠如を湯河原町議会に対して指摘し、早急な中学校給食の実施を求めている。

#### 滞納家庭へのおむつ無支給批判
湯河原町は、2021年から、0歳児を持つ家庭に対し「おむつの支給事業」を開始したが、税を滞納している家庭には支給されていない。親の滞納の有無と子育て支援は別であり、湯河原町の子育て支援の姿勢を問題視し、2021年6月の町議会定例会において、一般質問した。しかし、富田町長からは「税の公平性のために、ある一定の条件は必要だ」という回答があり、改善はされていない。

### 税金の使い方見直し
無駄遣いを省き、公平に正しく使うことを政策ビジョンに掲げ（2023年3月時点）、湯河原町の税金の無駄遣いを批判している。

#### 緊急事態宣言下にお座敷券
新型コロナウイルス感染症緊急事態宣言が発令された2日後の2020年4月9日に、湯河原町では、緊急経済対策費として、宴席に芸子さんを呼べる「お座敷券」を含む補正予算案を提出した。総額1,000万円強。3密を避けるべき時期に、町民の貴重な税金を投入すべきではない、今予算をつけるべきは町民の生活保障ではないかと、本予算案に反対をしたが、賛成多数で可決された。

#### 530万円のマスク配布
政府からすでにマスクが配布されていた2020年6月に、湯河原町では、0歳児を含む全町民に1人5枚の使い捨てマスク郵送に税金530万円の補正予算を計上。貴重な税金をかけるべきではないと反対したが、町議会は賛成多数で、本予算を可決した。

#### 600万円のみかんモニュメント予算
2022年6月議会の補正予算で計上された600万円の「みかんモニュメント」について、形状、場所も決まっていないあいまいな予算で、町民の貴重な税金を使用することに反対した。しかし、賛成多数で可決。議員は町民の代表者として、税金の使い方をチェックするべきなのに、イメージ案も場所もない状態で、この案を通した町議会の在り方に疑問を呈している。

#### 総額1億7000万円の第三子以降出産給付[3]
2008年～2014年にかけて、富田湯河原町長就任時から、湯河原町は第三子以降の出産に100万円を給付した。2021年度に給付が終了し、158名に総額1億7000万円が給付されたが、2008年～2014年前後と比較し、第三子以降出生数が著しく増えたというデータはない。その上、2021年度まで続いた本給付事業の財源確保のため、小児医療費助成の中学生までの拡充が、2022年度まで先送りにされた。2022年9月の町議会定例会において、土屋は本事業の効果検証について一般質問した。

### 開かれた町政

#### 「秘密会」頻発批判
前述のように、秘密会を頻発し、議員の発言に対し懲罰を濫用することは、自由な言論を委縮し、「言論の府」である地方議会として致命的問題と考え、2021年1月に訴訟を起こした。
また、湯河原町の教育委員会で秘密会が頻繁に行われ、年間60案件にのぼることを、2022年に独自に調査した。「秘密会」は後述の通り、全国800余の市議会で本議会・委員会を合わせて年間20件程度の開催頻度である。
「町民が積極的に町政に参加し、意見を述べ、説明を促し、納得のいく町政を実現することが湯河原町をより良い町にしていく為にとても大切なこと」と主張し、2022年3月定例会の一般質問で、秘密会の多さを指摘した。

#### 地域政党ゆがわらNEWS発行
税金の無駄遣い、選挙公約の進捗などを町民に伝えるため、2020年4月より「地域政党ゆがわらNEWS」の発行を開始し、2023年2月時点で、14号を発行している。バックナンバーはすべて公開している。

#### 議会活動報告会開催
2020年7月12日、2021年4月24日、2022年7月24日に、入場無料・予約不要・途中入退場自由、子ども連れ歓迎の議会活動報告会を開催した。

#### 町民政治塾開催
町政への関心を高める目的で、2022年2月13日「議員の仕事って何？！」、2022年12月23日「湯河原町の財政を学ぼう！」を開催した。